# Merlin (phim truyền hình 1998)
Merlin là một phim cổ trang có phần huyễn tưởng do Steve Barron đạo diễn, xuất phẩm các ngày 26 và 27 tháng 04 năm 1998 trên kênh NBC.

## Lịch sử
Truyện phim chắp ghép những huyền thoại về thời đại Arthur, nhưng trọng tâm là cuộc đấu trí giữa phù thủy Merlin và bà vương Mab. Merlin trở thành nhân vật chứng kiến những thăng trầm của Camelot cùng giai đoạn lịch sử huyền huyễn Anh quốc trước đó, tuyến phim khai triển theo dòng hồi tưởng của nhân vật này.

## Nội dung
| “              | Thuở xa xưa... Ờ không, không nên bắt đầu thế, nhỡ bạn lầm tưởng đồng thoại mất. Có vài yếu tố đồng thoại: Rồng, tinh linh, quái vật, tiên... vân vân. Rồi cả ma thuật. Thời ta sống, ma thuật phổ biến lắm. Rồi vật đổi sao rời, mũi tên thì gian cứ nhích một hướng mà thôi. Vậy ta bắt đầu từ đâu nhỉ ? | ” |
| — Tựa đầu phim | |   |

- Tập 1: Uther Pendragon

Trong thời kì Anh quốc hỗn mang vì rợ Saxon cướp phá, bà vương Mab quyết định cấy một một sinh thể vào phàm nhân để tạo ra cậu bé Merlin hòng mai sau giúp bà đưa dân sự quay về cựu giáo. Em Mab là hồ trung yêu nữ biết vậy nhưng không đồng tình. Đứa bé vừa lọt lòng thì mẹ mất, bà vương bèn hiện ra trao nó cho người đỡ đẻ, cũng là cựu tín đồ cựu giáo - dì Ambrosia.
Nhiều năm sau, Merlin đã trưởng thành. Có một hôm, chàng cứu được tiểu thư Nymue con lĩnh chúa Ardente và phát hiện mình có phép lạ. Mab bèn sai tên tiểu quỷ Frik dụ chàng về dạy làm phù thủy. Nhưng rồi Mab giết Ambrosia bằng một trận gió vì bà không chịu nhủ Merlin về theo Mab nên chàng thực hiện huyết thệ là không bao giờ dùng ma thuật.
Đương thời, vua Vortigern cứ xây thành lại đổ, Merlin tới bói rằng, chính vì móng thành có con rồng trấn giữ nên xây cách nào cũng đổ. Để khích Merlin dùng ma thuật, Mab bảo Vortigern thí mạng Nymue cho rồng. Merlin bất đắc dĩ phải dùng phép cứu người yêu, nhưng lửa rồng khiến nàng bị phỏng nặng. Merlin đành đưa Nymue tới tu viện Avallon với hi vọng chữa được. Chàng tuyệt vọng khấn hồ trung yêu nữ, liền được bà ban cho Excalibur.
Merlin đem kiếm dâng Uther, tiên đoán rằng Vortigern sắp lợi dụng đông giá tấn công. Uther ban đầu không tin, sau khi xác thực bằng tin thám báo, bèn dùng Excalibur đả bại được Vortigern. Tự bấy, Merlin được Uther tin tưởng cho làm mưu sĩ.
Sau khi diệt Vortigern, Uther đăng cơ và chóng trở nên sa đọa. Uther thầm mê Igrayne vợ Gorlois - lĩnh chúa Cornwall. Thất vọng, Merlin lừa Uther cắm kiếm vào tảng đá ngàn năm, gieo một lời nguyền để không ai rút được, ngoại trừ kẻ xứng ngôi quốc vương Anh. Song Merlin vẫn phải giúp Uther giả dạng Gorlois để vào lâu đài Tintagel ân ái với Igrayne, đồng thời ngầm giết Gorlois trong hẻm núi. Việc này mỗi con gái Gorlois là Morgan Tiên Nữ phát giác.
Khi Igrayne chuyển dạ, Frik dụ Morgan nhét một hòn đá đen vào cũi em bé, đứa bé ấy là Arthur. Phần Igrayne chết ngay sau sinh.
Mab hiện ra nguyền rủa Merlin, nhưng Merlin thề nuôi dạy đứa bé để biết đâu có ngày Arthur đả bại được Mab.
- Tập 2: Arthur Pendragon

Arthur được Merlin giấu thân phận rồi đem vào rừng lâu nuôi dạy. Trong thời gian ấy, Uther tự vận trong một cơn điên khiến vương quốc sa vào hỗn loạn. Bọn quý nhân đua nhau tìm cách rút Excalibur, nhưng rốt cuộc chỉ Arthur thành công. Sau những tranh cãi ban đầu, quý tộc đồng lòng suy tôn Arthur làm vua chính đáng của mình. Họ đi tới thành lập hội Bàn Tròn và gấp rút xây dựng đô thành Camelot với chung hoài bão về tương lai xán lạn trước mắt. Tưởng sóng gió đã qua, Merlin quay về Avallon với Nymue.
Bấy giờ Mab khiển Frik làm phép cho Morgan từ xấu xí trở nên tuyệt đẹp, Frik và Morgan yêu nhau. Song y lại dắt ả đi quyến rũ Arthur. Hai chị em cấu hiệp với nhau để sinh ra Mordred. Bà vương Mab quyết dạy dỗ Mordred trở thành địch thủ Arthur để phá tan triều đình Camelot, đồng thời triệt hết những ước vọng của Merlin.
Sau khi Camelot dựng xong và Arthur cũng cưới Guinevere làm vương hậu, đức vua an tâm chuẩn bị hành trình tìm Thánh Tước. Arthur mở hội thi để chọn ra dũng sĩ bảo vệ lâu đài khi vắng vua. Quán quân là kị sĩ Lancelot. Trước đó, nghe lời mách của hồ trung yêu nữ về kẻ tìm ra Thánh Tước, Merlin lặn lội sang Francia với dự cảm rằng Lancelot chính là người ấy.
Trong thời gian Arthur đi vắng, Guinevere tư thông với Lancelot. Merlin cố cản nhưng không thành. Chẳng bao lâu, phu nhân Lancelot là Elayne đau khổ tự vận, để lại con nhỏ Galahad.
Hành trình 10 năm tìm Tước thất bại, Arthur rồi cũng trở về. Vâng lời Mab, Mordred tới Camelot xưng là con rơi của vua Arthur với chính chị ruột mình, lại tố cáo vụ vụng trộm của Guinevere với Lancelot. Triều đình và dân chúng Camelot lâm vào khủng hoảng, họ đòi Arthur trước hết phải xử tử hai kẻ ngoại tình. Vua bất đắc dĩ phải đem Guinevere lên giàn hỏa, nhưng ngầm nhờ thầy Merlin cứu. Lancelot tới cướp Guinevere trốn đi. Từ đây uy thế của Arthur trong mắt thần dân đã sút giảm.
Morgan Tiên Nữ bắt đầu ngờ sợ Mab, bền cấm bà tiếp tục lợi dụng con mình. Mab giết Morgan bằng một trận gió. Frik thề trả thù Mab, cũng bị bà tước hết quyền phép. Mab cùng Mordred dong ngựa ra đi.
Mab dùng ma thuật chữa khỏi bệnh cho Nymue, lại tạo ra một túp lều hoang bình dị cho nàng và đòi cô phải thuyết phục Merlin ở cùng để không can thiệp vào triều đình Camelot nữa. Nymue bằng lòng, cùng Merlin hưởng những ngày êm đềm ngắn ngủi.
Mordred vì hận Arthur ruồng rẫy mẹ con mình, lại được bà vương Mab hậu thuẫn, bèn tuyên chiến với Arthur tại Camlann. Y giết được Arthur nhưng bản thân cũng nhận đòn trí mạng. Hội Bàn Tròn tan rã.
Khi Merlin tỉnh giấc nồng, vội quay về Camlann thì không kịp, bèn đau khổ đem Excalibur trả hồ trung yêu nữ. Ông trách bà dối trá, nhưng yêu nữ cho biết mình sắp tan biến vì cựu giáo bị tha nhân quên lãng, rằng người bảo vệ Camelot đích thực phải là Galahad. Merlin vỡ lẽ, bèn trở lại Camelot đối đầu Mab. Mặc cho Mab tung mọi quyền phép cao cường, Merlin, Frik và cả triều đình chỉ giản dị là quay lưng bỏ đi. Mab dần biến vào hư vô.
Nhiều năm sau khi Galahad mang được Tước về, thế gian thay đổi, không ai còn nhớ gì đến lâu đài Camelot và những sự kiện bên trong đó nữa. Merlin cũng đã già và hành nghề kể truyện kiếm ăn. Merlin gặp lại Frik lúc này cũng lang bạt kiếm sống. Frik trả Merlin con ngựa thần Rupert để nó đưa ông về chính túp lều ấu thơ của dì Ambrosia. Merlin được đoàn tụ Nymue, bèn làm phép lần cuối để hai người trẻ lại như xưa.
| “               | Ta gượng cười, nhưng đấy là cái cười sầu não. Tận đáy lòng, ta chỉ thấy kinh hãi, chua xót và héo mòn. Bao người thương ta và được ta thương đã đi cả rồi. Thế rồi Galahad trở về, mang theo Thánh Tước và xuân nồng. Xứ sở tươi xanh trở lại, vòng xoay tối tăm chết chóc đã hết. Và truyện ta kể cũng vậy. | ” |
| — Tựa cuối phim | |   |

## Kĩ thuật
Phim được thực hiện tại Wales và phim trường Pinewood Studios từ 27 tháng 10 năm 1997 đến 14 tháng 2 năm 1998 với ngân khoản 30 triệu USD.

### Sản xuất
- Giám chế: Michael Boone, John King
- Tuyển lựa: Lynn Kressel
- Thiết kế: Roger Hall
- Dựng cảnh: Karen Brookes
- Phục trang: Ann Hollowood
- Phụ tá: Geoff Dibben, Toby Hefferman, Terry Madden, Jonathan Scott, Richard Styles, Gareth Tandy, Tim Webber, Arthur Wooster, Rebecca Wright
- Trang điểm: Nuala Conway, Mark Coulier, Shaune Harrison, Chris Lyons, Kylie Marr, Jemma Scott-Knox-Gore, Aileen Seaton, Amber Sibley, Paul Spateri, Jane Walker, Norma Webb
- Trang trí: Leon Apsey, Bruce Bigg, Peter Bigg, Brian Bishop, Brian Blues, Dennis Bovington, Peter Dorme, Frederic Evard, Gavin Gordon, John Greaves, Michael Hedges, Andrew Holder, Mags Horspool, Douglas Ingram, Terry James, Paul Kirby, Sonja Klaus, Alan Lee, Iain Lowe, Christopher Mason, Mitch Niclas, Dean Norgate, Norman North, Paul Nott-Macaire, David Packard, Dermot Power, Ray Rose, Ted Stickley, Warren Stickley, Vonn Stropp, Andy Thomson, Jamie Wilkinson, John Wright, Kevin Hunter, Jody King, Peter Mann
- Hòa âm: Vicky Brazier, Paul Carr, Robert Farr, Stephen Gilmour, Peter Glossop, John Ireland, Robert Ireland, Franklin Jones Jr., Shaun Mills, Rocky Phelan, Lionel Strutt, Elaine 'Chucks' Thomas
- Hiệu ứng: Terry Bridle, Richard Conway, Sam Conway, Ben Cronin, Dave Eltham, Darrell Guyon, Steve Hamilton, Clive R. Kay, Luke Murphy, Ceri Nicholls, Alan Perez, Caroline Roemmele, Nick Smith, Paul Stephenson, Andrew Thompson, Tim Willis, Hani AlYousif, Avtar Bains, William Bartlett, Oliver Bersey, Tim Burke, Murray Butler, Matthew Cope, Andrew Daffy, Nick Drew, John Fuller, Timothy Greenwood, Karen Halliwell, Denis Đặng, Tim Keene, Stefan Lange, Arnon Manor, Joe Cole Jr., Karl Mooney, Alex Parkinson, Martin Parsons, Sirio Quintavalle, George Roper, Pedro Sabrosa, Fiona Walkinshaw, Tim Webber, Richenda Wheeler, Angus Wilson, Maks Naporowski, Richard Widgery, Jean-Marc Kỳ

cùng Ban hợp xướng London

### Diễn xuất
- Sam Neill... Merlin
  - Daniel Brocklebank... Merlin thiếu thời
- Miranda Richardson... Bà vương Mab / Hồ trung yêu nữ
- Isabella Rossellini... Nymue
  - Agnieszka Kozon... Nymue thiếu thời
- Martin Short... Frik
- Paul Curran... Vua Arthur
- Helena Bonham Carter... Morgan Tiên Nữ
  - Alice Hamilton... Morgan Tiên Nữ thiếu thời
- Rutger Hauer... Vua Vortigern
- James Earl Jones... Đá ngàn năm
- John Gielgud... Vua Constant
- Billie Whitelaw... Ambrosia
- Lena Headey... Guinevere
- Jason Done... Kị sĩ Mordred
- Rachel De Thame... Igrayne
- Mark Jax... Vua Uther
- Jeremy Sheffield... Kị sĩ Lancelot
- Sebastian Roché... Kị sĩ Gawain
- John McEnery... Lĩnh chúa Ardente
- Roger Ashton-Griffiths... Kị sĩ Bohort
- Nicholas Clay... Lĩnh chúa Leo
- Robert Addie... Kị sĩ Gilbert
- Keith Baxter... Kị sĩ Hector
- Nickolas Grace... Kị sĩ Egbert
- John Turner... Lĩnh chúa Lot
- Peter Woodthorpe... Chiêm bốc sư

## Hậu trường
Bộ phim Merlin đi tiên phong trong việc "lịch sử hóa" góc nhìn của giới điện ảnh về trung đại - bấy lâu chỉ được diễn tả ước lệ trên phim. Cách bố trí trang phục và đạo cụ về mặt nào đó khá chính xác với các thời La Mã hóa Anh quốc, cổ La Mã, hắc ám, tiền trung đại, thậm chí hậu trung đại.
Trong cuộc chiến tranh Vortigern - Uther, nhà làm phim mô tả dường như Uther cất quân từ Normandy. Mặc dù thực tế, bối cảnh phim diễn ra rất lâu trước thời đại Viking, mà đấy mới là thời điểm rợ Norman định danh Normandy.
Sau khi phim công chiếu, trang Rotten Tomatoes chấm tỉ suất 82%, tức là đạt kỉ lục với ước 70 triệu khán giả đã theo dõi. "Xếp hạng chỉ có thể gắn nhãn ma thuật" (ratings that could only be labeled magical) - The New York Times bình phẩm.
Thành công của phim đã dẫn tới một phiên bản tiểu thuyết hóa của tác giả James D. Mallory, ấn hành tại Anh quốc, gồm 3 phần: Merlin - Ma thuật cũ (Merlin - The old magic), Merlin - Phù thủy của đức vua (Merlin - The king's wizard), Merlin - Ma thuật kết thúc (Merlin - The end of magic).
Năm 2006, nhà sản xuất quyết định mời Sam Neill thực hiện tiếp một phần coi như tiền truyện với kĩ xảo công phu hơn mang tên Merlin tập sự (Merlin's apprentice). Tuy nhiên, phần này được đánh giá rất thấp.
Tại Việt Nam, Merlin được VTV1 giới thiệu trong chương trình Phim cuối tuần năm 2006 đồng thời với Chúa nhẫn.
| Giải thưởng           | Năm               | Hạng mục                                                               | Người lĩnh                                   | Kết quả |
| --------------------- | ----------------- | ---------------------------------------------------------------------- | -------------------------------------------- | ------- |
| Primetime Emmy Awards | 13 tháng 09, 1998 | Outstanding Limited Series                                             | Merlin                                       | Đề cử   |
| Primetime Emmy Awards | 13 tháng 09, 1998 | Outstanding Lead Actor in a Limited Series or Movie                    | Sam Neill                                    | Đề cử   |
| Primetime Emmy Awards | 13 tháng 09, 1998 | Outstanding Supporting Actor in a Limited Series or Movie              | Martin Short                                 | Đề cử   |
| Primetime Emmy Awards | 13 tháng 09, 1998 | Outstanding Supporting Actress in a Limited Series or Movie            | Helena Bonham Carter                         | Đề cử   |
| Primetime Emmy Awards | 13 tháng 09, 1998 | Outstanding Directing for a Limited Series, Movie, or Dramatic Special | Steve Barron                                 | Đề cử   |
| Primetime Emmy Awards | 13 tháng 09, 1998 | Outstanding Writing for a Limited Series, Movie, or Dramatic Special   | David Stevens, Peter Barnes và Edward Khmara | Đề cử   |
| Golden Globe Awards   | 24 tháng 01, 1999 | Best Miniseries or Television Film                                     | Merlin                                       | Đề cử   |
| Golden Globe Awards   | 24 tháng 01, 1999 | Best Actor – Miniseries or Television Film                             | Sam Neill                                    | Đề cử   |
| Golden Globe Awards   | 24 tháng 01, 1999 | Best Actress – Miniseries or Television Film                           | Miranda Richardson                           | Đề cử   |
| Golden Globe Awards   | 24 tháng 01, 1999 | Best Supporting Actress – Series, Miniseries or Television Film        | Helena Bonham Carter                         | Đề cử   |
| Satellite Awards      | 17 tháng 01, 1999 | Best Supporting Actor – Series, Miniseries or Television Film          | Martin Short                                 | Đề cử   |